# Strandvallen
Strandvallen – stadion znajdujący się w Hälleviku, koło Sölvesborga, w Szwecji. Obecnie jest głównie używany do rozgrywania spotkań piłkarskich. Jest areną zmagań klubu Mjällby AIF. Strandvallen może pomieścić 6500 widzów. Rekordowa frekwencja wyniosła 8438 widzów.